# Protemblemaria
Protemblemaria is een geslacht van straalvinnige vissen uit de familie van snoekslijmvissen (Chaenopsidae).

## Soorten
- Protemblemaria bicirrus (Hildebrand, 1946)
- Protemblemaria perla Hastings, 2001
- Protemblemaria punctata Cervigón, 1966